# Маган (село)

Мага́н (якут. Маҕан, в переводе Белый) — село на территории городского округа «Город Якутск», в 14 км к северо-западу от города Якутска, рядом с одноимённым аэропортом. Население — 2129 чел. (2021).

## География
Находится в Центральной Якутии, в долине Туймаада на 2-й надпойменной террасе, на берегу озера Хомустах.
Климат
Климат, как и по всему городскому округу, резко континентальный с длинной и суровой зимой (средняя температура января — около −40 °C) и коротким, но жарким летом (средняя температура июля — 19 °C). Характерны небольшое количество осадков в течение всего года (при этом большее количество осадков приходится на тёплое время года) и сухой воздух, особенно летом.

## История
Маган — сельское поселение, известное с середины XIX века. В переводе с якутского языка слово маҕан означает «белый». В конце XIX века сюда были сосланы скопцы, чьи дома сохранились до сих пор.
Во время Великой Отечественной войны аэродром Магана использовался для посадки самолётов американцев для поставки товаров по ленд-лизу, поскольку близлежащий аэродром в Якутске не годился для этих целей из-за менее удачного местоположения и часто был покрыт туманом. Для приёма тяжёлых транспортных самолётов союзников была построена самая длинная грунтовая посадочная полоса в СССР, длиною 3,4 км.
Отнесён к категории рабочих посёлков в 1978 году. В 2004 году преобразован в сельский населённый пункт.

## Население
| 1979 | 1989  | 2002  | 2007  | 2010  | 2015  | 2021  |
| ---- | ----- | ----- | ----- | ----- | ----- | ----- |
| 1312 | ↗1866 | ↘1743 | ↗1768 | ↗1863 | ↘1840 | ↗2129 |

## Инфраструктура
Экономика
В черте посёлка — аэропорт, вспомогательные службы лётного хозяйства, центральная усадьба республиканской сортоиспытательной станции «Маган».
Животноводство (мясо-молочное скотоводство, мясное табунное коневодство), овощеводство, картофелеводство.
Образование, культура, здравоохранение
Клуб, средняя общеобразовательная школа, учреждения здравоохранения, торговли, бытового обслуживания.
ЖКХ
Посёлок на 2009 год не имел централизованного водоснабжения, канализации; при этом зафиксировано аварийное состояние канализационных септиков и аварийные розливы сточных вод на рельеф местности. Осуществляется транспортировка сточных вод для сброса через сливную станцию города Якутска.

## Транспорт
Проходит автодорога регионального значения 98А-001 Якутск — Маган. Действует автобусный маршрут 102 Якутск — Маган.